# Osier (matériau)

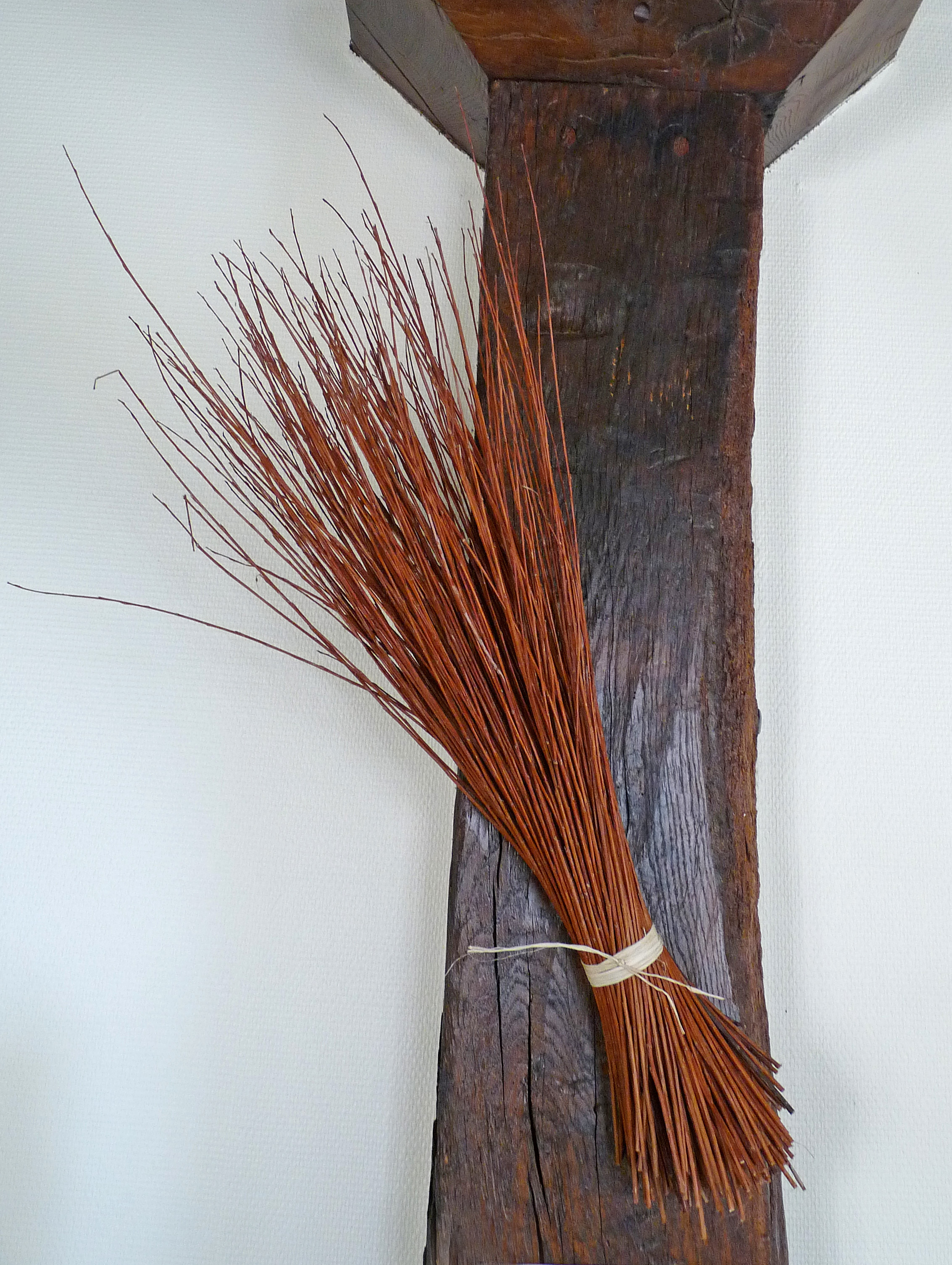
Botte d’osier brut

Pour les articles homonymes, voir Osier.
L'osier est le matériau de premier ordre de la vannerie. Il s'agit des pousses de l'année du saule obtenues par une coupe annuelle hivernale (dès que les feuilles sont tombées (dès fin novembre pour les plus précoces).
Les espèces les plus employées sont : le Saule des vanniers (Osier à longues feuilles, Osier blanc, Queue de renard, Osier vert, noir, blond, double blond, Romarin - à l'écorce verte, Mignonette - à l'écorce rouge), le Saule rouge (variété olivaria - à écorce olivâtre), le Saule blanc (variété vitellina - à écorce jaune), le Saule fragile, le Saule à trois étamines (Osier brun), le Saule pourpre (aussi nommé Salix monandra), le Saule cendré (ou Osier vache brune, variétés viridis, variegata), le Saule cotonneux (souvent confondu avec celui des vanniers mais plus grossier), le  Saule daphné et le Saule à cinq étamines .

## Différents types d'osier selon leur préparation
On distingue ainsi :

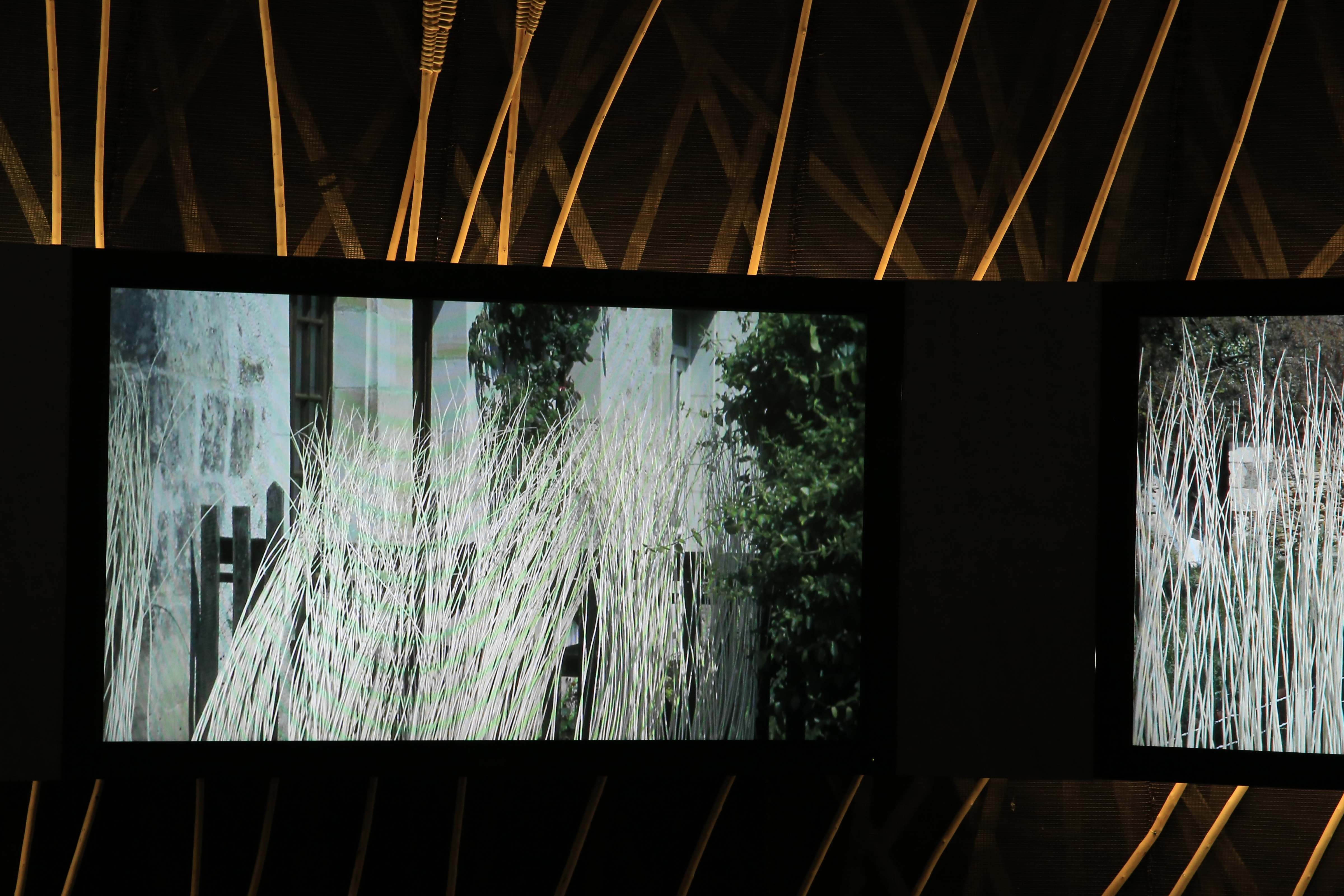
Osier blanc au Musée de l'osier et de la vannerie de Villaines-les-Rochers en Indre-et-Loire.

1. l'osier vert : c'est  l'osier fraîchement récolté. Il est utilisé pour le palissage notamment des vignes, et commercialisé sous l'appellation de bottes jardinières. Il ne doit pas être utilisé frais pour la confection de paniers car après dessiccation, ces paniers perdent leur solidité.
2. l'osier brut : il s'agit d'osier vert après dessiccation naturelle qui dure  2 ou 3 mois et qui permet leur longue conservation. Pour leur redonner leur souplesse et les tresser, il est nécessaire de les immerger pendant 8 à 15 jours. Ainsi, ils gardent leur flexibilité pendant quelques jours. Ils permettent de réaliser ainsi des objets qui gardent plus ou moins les couleurs d'origine des écorces des différentes variétés. On peut voir à côté de l'habituel osier marron (Salix alba), un camaïeu de couleurs dans le vert bleuté, le rouge, le brun, le noir, le jaune.
3. l'osier blanc : c'est un osier vert qui a été dépouillé de son écorce. Cet écorçage appelé encore pelage, décorticage ou cirement se fait soit manuellement avec une sorte de pince appelée ciroir, soit mécaniquement avec des machines rotatives avec des ciroirs en fer appelées décortiqueuses. Cette opération est facilitée par la montée de sève du printemps et se fait donc d'avril à juillet.
4. l'osier buff : il s'agit d'osier brut sec dont l'écorce est enlevée par cuisson dans l'eau bouillante. Ce procédé permet d'écorcer en toute saison. Cet osier prend une couleur noisette et est caractéristique des vanneries d'Europe centrale.

## Culture
En France, la récolte des osiers sauvages a perduré jusque dans les années 1950 autour de Vallabrègues, dans le delta du Rhône, ainsi qu'en témoigne chaque année la fête de la vannerie dans ce village. 
La culture de l'osier, la saliciculture aujourd'hui appelée osiériculture, a très vite remplacé la cueillette sauvage car les besoins de matière première pour la vannerie étaient très importants. La culture de l'osier est encore souvent associée à celle de la vigne pour les attaches réalisées avec de petits brins ou des éclisses d'osier, aujourd'hui souvent remplacées par des attaches plastiques. 
Un panier rond de trente centimètres de diamètre par exemple nécessite plus d'une centaine de brins de différentes longueurs. Déjà, Caton l'Ancien dans son traité d'économie rurale (dès son premier chapitre) met la récolte d'osier immédiatement après la vigne et le jardin par la valeur de son produit. 

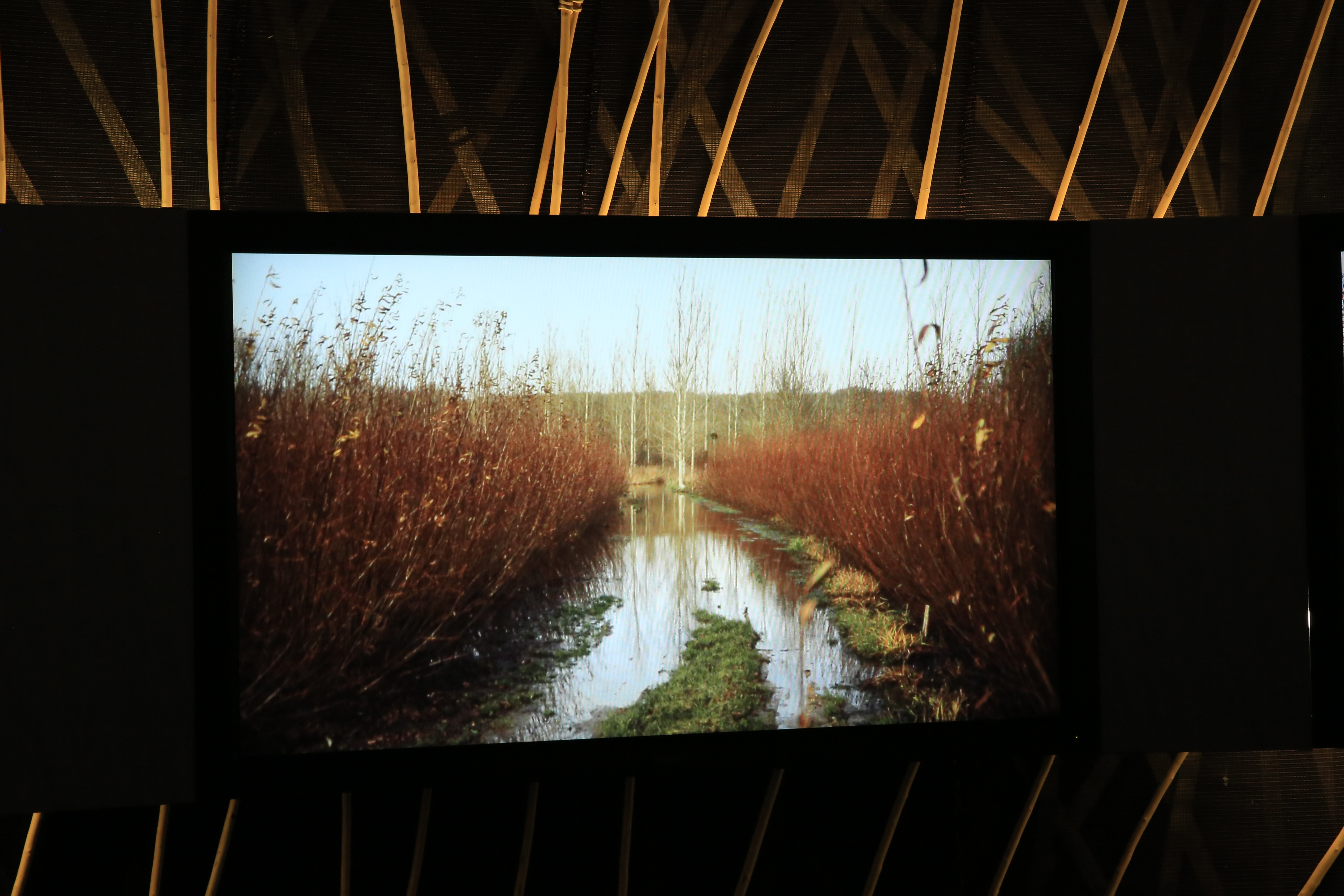
Oseraie à Villaines-les-Rochers en Indre-et-Loire.

Jusqu'au début du XXe siècle, la méthode ancienne consistait à conduire par la taille l'arbre en têtard : un tronc plus ou moins haut était formé, duquel chaque hiver les pousses annuelles étaient taillées. La pratique était nécessaire pour mettre les cultures hors de portée du bétail. Souvent ces arbres en ligne, formaient des haies. Ce type de culture a pratiquement disparu, la demande de vannerie ayant chuté.
Par la suite, avec la mécanisation de l'agriculture, produire de l'osier s'est fait en monoculture appelée « oseraie », cultivée en lignes serrées, 40 centimètres avec un espacement pouvant être de 10 centimètres sur le rang, ce qui permet d'obtenir des tiges cherchant la lumière et donc plus longues et fines. Les plantations denses forment des champs épars.

## Préparation de l'osier

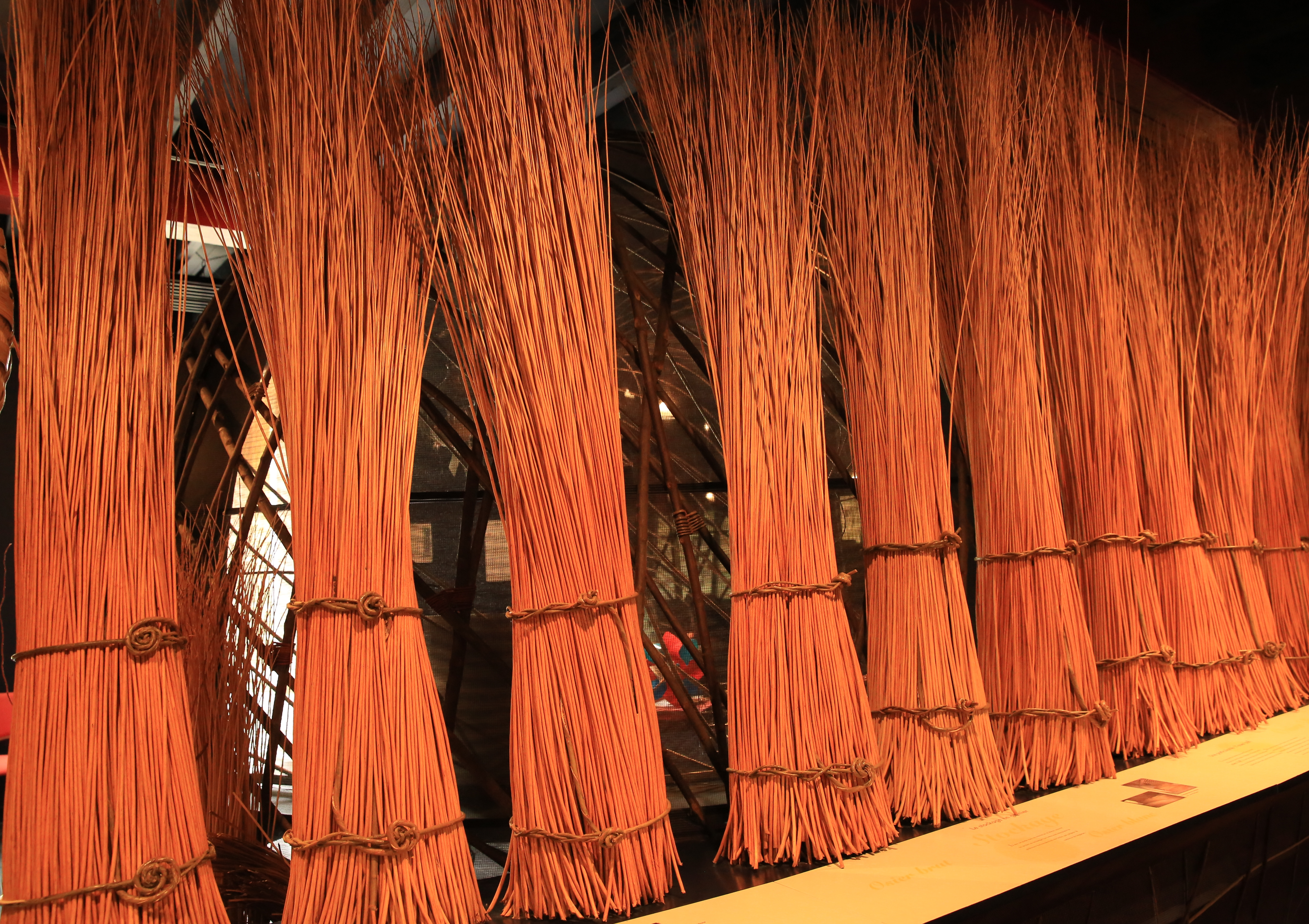
Musée de l'osier et de la vannerie de Villaines-les-Rochers.

Après récolte, les osiers sont triés par taille généralement de 20 en 20 cm. Les longueurs utiles varient de 0,60 m à 2,40 m. Puis ils sont mis en bottes, et alors soit ces osiers verts sont séchés naturellement à l'air libre, soit les paquets sont placés debout les pieds des brins dans l'eau en vue de l'écorçage pour la production d'osier blanc.
Au moment de leur utilisation, la cime des brins, trop fragile, est coupée au couteau ou au sécateur et chaque brin peut être utilisé soit à l'état rond, soit fendu en 3 ou 4 quartiers avec un  fendoir, ce qui permet d'obtenir des lamelles (d'où une économie de matériau, et cela permet aussi d'utiliser de grosses tiges presque inutilisables sinon). Chaque lamelle peut aussi être amincie et calibrée avec la plane et le trusquin en épaisseur et en largeur et prend alors le nom d'éclisse.
Des règles de normalisation de la présentation de l'osier pour la vente (instituées par l'Institut National de Normalisation du Chili) ont été recommandées au niveau international.